# Polar Electro
Pour les articles homonymes, voir Polar.
Polar Electro, connu sous le nom Polar, est un fabricant de montres de sport et de montres connectées, particulièrement connu pour avoir développé le premier moniteur de fréquence cardiaque sans fil au monde.
La société est basée à Kempele, en Finlande et a été fondée en 1977. Polar compte environ 1 200 employés dans le monde, elle possède 26 filiales qui fournissent plus de 35 000 points de vente dans plus de 80 pays. Polar fabrique une gamme d'appareils et d'accessoires de surveillance de la fréquence cardiaque pour l'entraînement sportif et le fitness, ainsi que pour mesurer la variabilité de la fréquence cardiaque.

## Histoire
En 1975, il n'existait aucun moyen précis d'enregistrer les fréquences cardiaques pendant l'entraînement, et l'idée d'un cardiofréquencemètre portable sans fil a été conçue sur une piste de ski de fond en Finlande. Polar a été fondée en 1977 et a déposé son premier brevet pour la mesure de la fréquence cardiaque sans fil trois ans plus tard. Son fondateur décédé Seppo Säynäjäkangas (1942–2018) était l'inventeur du premier cardiofréquencemètre électrocardiogramme sans fil. En 1982, Polar a lancé le premier moniteur de fréquence cardiaque portable sans fil au monde, le testeur de sport PE 2000,,.
La technologie et les dispositifs Polar sont largement utilisés dans diverses études scientifiques , et adoptés par de nombreux départements de recherche universitaires. En partie en raison de sa propre histoire et de son affiliation avec les universités et la communauté scientifique, Polar propose un programme de coopération en matière de recherche axé sur le soutien aux études en science de l'exercice,.
En novembre 2015, Polar a lancé son premier cardiofréquencemètre optique à lecture au poignet, l'A360,.
En juillet 2018, le journal néerlandais De Correspondent a révélé que l'application de fitness de Polar montre les utilisateurs sur la carte, ce qui permet de connaître leurs vrais noms, leur profession et leur adresse personnelle. En réaction, Polar a mis fin à certaines fonctionnalités en ligne de partage d'itinéraires sur la carte.